# Staffolo
Staffolo település Olaszországban, Marche régióban, Ancona megyében. Lakosainak száma 2087 fő (2023. január 1.). Staffolo Apiro, Cingoli, Cupramontana, Jesi és San Paolo di Jesi községekkel határos.

## Népesség
A település lakossága az elmúlt években az alábbi módon változott:
| Lakosok száma | 2266 | 2247 | 2087 |
|               | 2017 | 2018 | 2023 |